# Collana Audace
La collana Audace è stata una collana editoriale di fumetti pubblicata in Italia dalle Edizioni Audace dagli anni cinquanta agli anni settanta.

## Storia editoriale
Il nome della collana origina dalla omonima testata che Giovanni Luigi Bonelli aveva rilevato nel 1941, fondando così una propria casa editrice, la Redazione Audace. Questo nome accompagnò tutta una serie di testate edite dagli anni quaranta fino al 1971.
La collana propriamente detta Audace venne edita nel formato a strisce dal 1957 al 1971 per 373 numeri pubblicando due differenti serie a fumetti, la prima incentrata sul personaggio di Kocis, edita fino al 1958 per 45 numeri suddivisi in tre serie, la seconda sul personaggio del Piccolo Ranger, edita per 328 numeri dal 1958 al 1971 e divisa in sette serie.
Contemporaneamente una terza collana venne edita dal 1959 al 1967, come supplemento alla collana originale, per 67 albi realizzati con le rese delle serie originali raccolte a formare dei volumetti che riproposero integralmente le storie di vari personaggi: Kocis, Big Davy e il Piccolo Ranger. Successivamente le storie del Piccolo Ranger verranno ristampate nella collana Gli Albi del Cow-Boy dove, una volta terminate, incominceranno a comparire storie inedite.